# 拉哥斯國家體育場
拉哥斯國家體育場是一座位於奈及利亞拉各斯苏鲁莱雷的多功能體育場，此外还包括一个奥运会级别的游泳场馆。

## 历史
拉各斯国家体育场兴建于1972年，初建时可容纳55000人。
拉各斯国家体育场是1973年全非运动会的主会场，并举办了田径比赛和部分足球比赛。足球比赛的决赛在此体育场举行，尼日利亚以2-0战胜几内亚。
1980年非洲国家杯决赛在此举行，主场作战的尼日利亚3-0战胜阿尔及利亚，到场观众达到85000人。
1999年改造后，容量下降到45000人。随后在此举办了1999年國際足協世界青年錦標賽以及2000年非洲國家盃部分小组赛和决赛，决赛中主场作战的尼日利亚2-2战平喀麦隆，但在点球大战中3-4惜败。
由于未知原因，拉各斯国家体育场在21世纪初逐渐荒废。 它举办的最后一场国家队赛事是在2004年，随后尼日利亚国家队主场搬到了Teslim Balogun Stadium。 随后逐渐用于宗教集会，还一度被街头不良青年 和占屋者占据。
2009年，尼日利亚国家体育委员会开始修缮体育场，并计划将其重新打造成世界级体育场。但直到2020年记者访问体育场时，仍然不容乐观。曾代表尼日利亚参加1980年夏季奥运会的足球运动员Henry Nwosu呼吁联邦政府立即修复体育场。尼日利亚青年和体育发展部部长Sunday Dare则表示，明年5月起拉各斯国家体育场将开始举办赛事。
此外，2019年8月，尼日利亚反政府组织“现在革命”（Revolution Now）曾在体育场组织反政府示威活动，但被警方暴力驱逐，至少有8人受伤。

## 图集

举办1973年全非运动会的场景
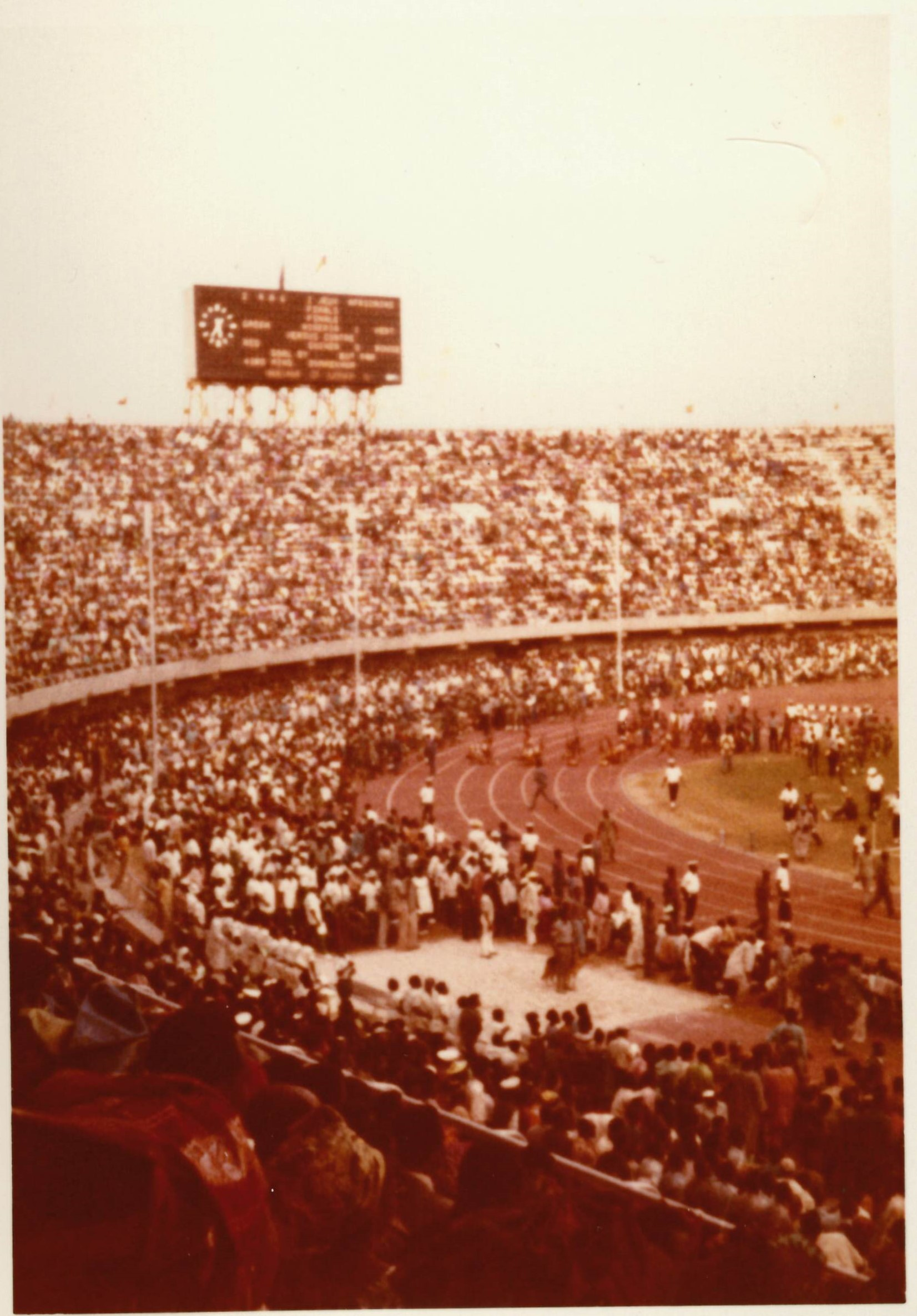
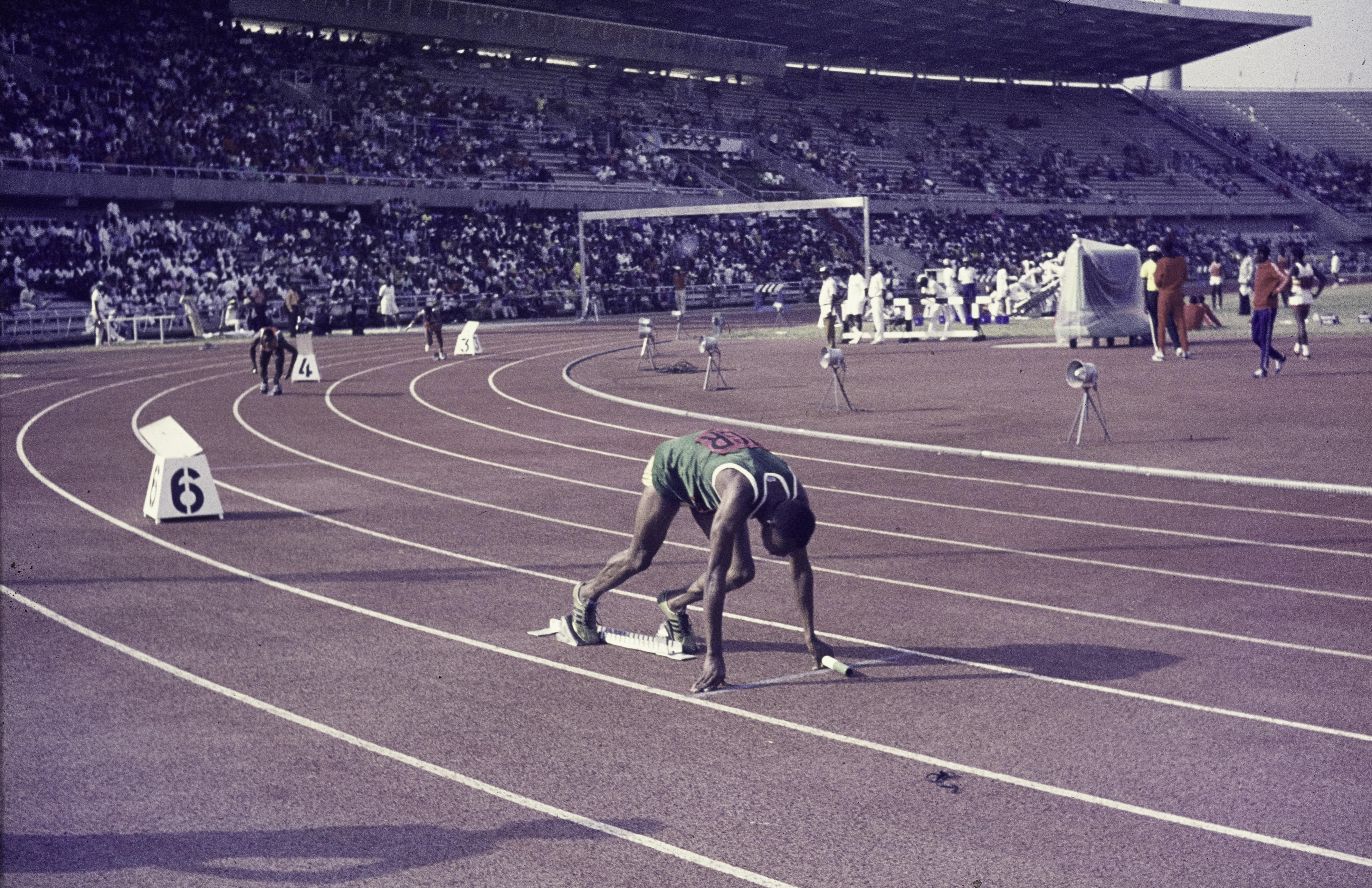

## 外部連結
- Photos of Stadiums in Nigeria （页面存档备份，存于） at cafe.daum.net/stade （页面存档备份，存于）
- Photos at fussballtempel.net

| 前任： Accra Sports Stadium Stade du 4-Août | 非洲國家盃 決賽場館 1980 2000 | 繼任： 11 June Stadium Stade 26 mars |